# Hangest-sur-Somme
Hangest-sur-Somme település Franciaországban, Somme megyében. Lakosainak száma 762 fő (2022. január 1.). Hangest-sur-Somme Airaines, Bettencourt-Rivière, Bourdon, Condé-Folie, Crouy-Saint-Pierre, L’Étoile, Flixecourt, Quesnoy-sur-Airaines és Soues községekkel határos.

## Népesség
A település népességének változása:
| Lakosok száma | 721  | 753  | 762  | 775  | 773  | 770  | 768  | 762  | 762  |
|               | 2013 | 2015 | 2016 | 2017 | 2018 | 2019 | 2020 | 2021 | 2022 |